# Падера
Па́дера (рос. Падера) — присілок в Балезінському районі Удмуртії, Росія.

## Населення
Населення — 493 особи (2010; 473 в 2002).
Національний склад станом на 2002 рік:
- татари — 93 %